# Newport County (Rhode Island)
Newport County ist ein County im Bundesstaat Rhode Island der Vereinigten Staaten. Im Jahr 2020 hatte das County 85.643 Einwohner und eine Bevölkerungsdichte von 321 Einwohnern pro Quadratkilometer. Der Verwaltungssitz (County Seat) ist Newport.

## Geographie
Das County hat eine Fläche von 812 Quadratkilometern, wovon 543 Quadratkilometer Wasserfläche sind. Es grenzt im Osten an Bristol County. Das County besteht aus den Inseln Aquidneck Island, Conanicut Island und Prudence Island sowie dem im Osten zu Massachusetts gehörenden Teil des Festlandes. Der höchste Punkt des County liegt mit 98 m. ü. M. auf dem Pocasset Hill in Tiverton.
An das County grenzt im Norden das Bristol County, im Osten das ebenfalls Bristol County geheißene County des Nachbarstaats Massachusetts und im Westen das Washington County.

## Geschichte
Newport County wurde am 22. Juni 1703 als Rhode Island County gegründet und am 16. Juni 1729 in Newport County umbenannt. Der Name geht auf die englische Stadt Newport zurück.

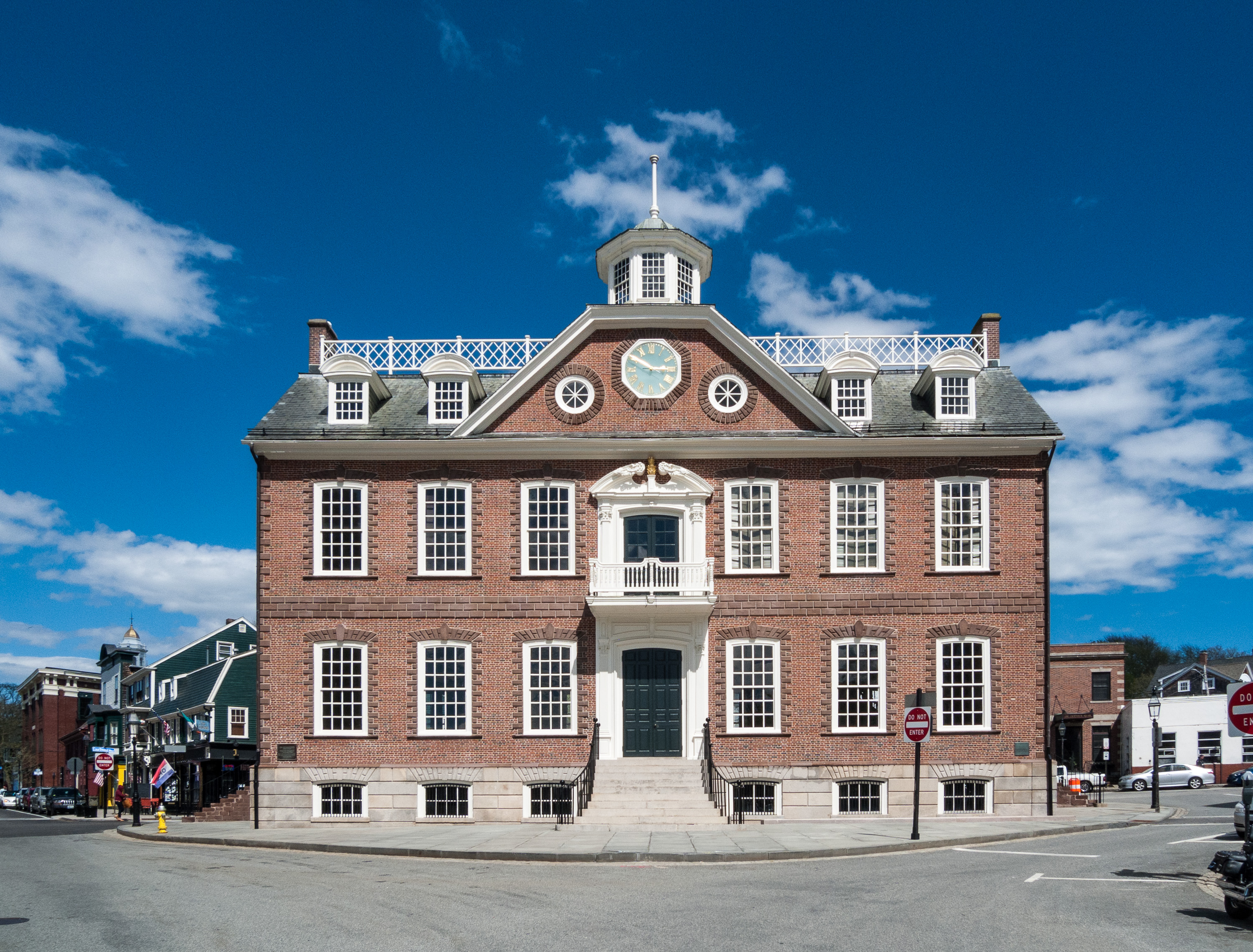
Das Old State House ist eine von 24 National Historic Landmarks im County.

24 Orte im County haben den Status einer National Historic Landmark. 120 Bauwerke und Stätten des Countys sind im National Register of Historic Places (NRHP) eingetragen (Stand 25. Juli 2018).

## Demographie
Laut der Volkszählung im Jahr 2000 lebten im Newport County 85.433 Einwohner in 35.228 Haushalten und 22.228 Familien. Die Bevölkerung setzte sich aus 91,46 Prozent Weißen, 3,73 Prozent Schwarzen und 1,23 Prozent Asiaten zusammen. 2,82 Prozent der Bevölkerung waren spanischer oder lateinamerikanischer Abstammung. Das Prokopfeinkommen betrug 26.779 US-Dollar; 5,4 Prozent der Familien sowie 7,1 Prozent der Bevölkerung lebten unter der Armutsgrenze.

## Städte und Gemeinden
- Jamestown
- Little Compton
- Middletown
- Newport
- Portsmouth
- Tiverton